# Filmfare Awards (2010)
55-я церемония награждения Filmfare Awards проводилась 27 февраля 2010 года, в городе Бомбей. На ней были отмечены лучшие киноработы на хинди, вышедшие в прокат до конца 2009 года. Ведущие церемоний Шарукх Хан и Саиф Али Кхан.
Главную награду получил фильм Три идиота, Дэв.Д получил четыре награды. Фильмы Дели-6 и Разлука с тремя наградами каждый. Папочка.

## Награды и номинации

### Главные награды
| Лучший фильм | Лучшая режиссёрская работа |
| --- | --- |
| - Три идиота - Дэв.Д - Негодяи - Любовь вчера и сегодня - Папочка - Сид, проснись | - Раджкумар Хирани - Три идиота - Анураг Кашьяп - Дэв.Д - Аян Мукхерджи - Сид, проснись - Имтиаз Али - Любовь вчера и сегодня - Р. Балки - Папочка - Vishal Bhardwaj - Негодяи |
| Лучший актёр | Лучшая актриса |
| - Амитабх Баччан - Папочка - Аамир Кхан - Три идиота - Ранбир Капур - Удивительная история странной любви - Ранбир Капур - Сид, проснись - Саиф Али Кхан - Любовь вчера и сегодня - Шахид Капур - Негодяи | - Видья Балан - Папочка - Дипика Падукон - Любовь вчера и сегодня - Карина Капур - Три идиота - Карина Капур - Жертва - Катрина Каиф - Добро пожаловать в Нью-Йорк - Приянка Чопра - Негодяи |
| Мужская роль второго плана | Женская роль второго плана |
| - Боман Ирани - Три идиота - Амол Гуптэ - Негодяи - Мадхаван - Три идиота - Нил Нитин Мукеш - Добро пожаловать в Нью-Йорк - Риши Капур - Шанс на удачу - Шарман Джоши - Три идиота | - Калки Кеклен - Дэв.Д - Арундатхи Наг - Папочка - Димпл Кападиа - Шанс на удачу - Дивья Дутта - Дели-6 - Суприя Патхак - Сид, проснись - Шахана Госвами - Разлука |
| Лучшая музыка к песне для фильма | Лучшие слова к песне для фильма |
| - А.Р. Рахман - Дели-6 - Амит Триведи - Дэв.Д - Притам Чакраборти - Удивительная история странной любви - Притам Чакраборти - Любовь вчера и сегодня - Шанкар-Эхсан-Лой - Сид, проснись - Vishal Bhardwaj - Негодяи | - Иршад Камиль - "Aaj Din Chadheya" from Любовь вчера и сегодня - Гулзар - "Dhan Te Nan" from Негодяи - Гулзар - "Негодяи" from Негодяи - Джавед Ахтар - "Iktara" from Сид, проснись - Прасун Джоши - "Masakali" from Дели-6 - Прасун Джоши - "Rehna Tu" from Дели-6                                                           |
| Лучший мужской закадровый вокал | Лучший женский закадровый вокал |
| - Мохит Чаухан - "Masakali" from Дели-6 - Атиф Аслам - "Tu Jaane Na" from Удивительная история странной любви - Джавед Али / Кайлаш Кер - "Arziyan" from Дели-6 - Rahat Fateh Ali Khan - "Aaj Din Chadya" from Любовь вчера и сегодня - Сону Нигам / Салим Мерчант - "Shukran Allah" from Жертва - Сукхвиндер Сингх / Вишал Дадлани - "Dhan Te Nan" from Негодяи | - Рекха Бхардвадж- "Genda Phool" from Дели-6 (tie) - Кавита Сет - "Iktara" from Сид, проснись - Алиша Чинай - "Tera Hone Laga" from Удивительная история странной любви - Shilpa Rao - "Mudi Mudi" from Папочка - Shreya Ghoshal - "Zoobi Doobi" from Три идиота - Сунидхи Чаухан - "Chor Bazaari" from Любовь вчера и сегодня |

### Награды критиков
| Лучший фильм                                                                                    | Лучший фильм        |
| ----------------------------------------------------------------------------------------------- | ------------------- |
| - Разлука (Нандита Дас)                                                                         |                     |
| Лучший актёр                                                                                    | Лучшая актриса      |
| - Ранбир Капур – Сид, проснись, Удивительная история странной любви, Рокет Сингх: Продавец года | - Махи Гилл - Дэв.Д |

### Технические награды
| Лучший сюжет | Лучший сценарий |
| --- | --- |
| - Абхиджит Джоши, Раджкумар Хирани - Три идиота - Анураг Кашьяп, Апарнаа Малхотра, Раджа Чаудхари, Санджай Маурья - Под маской друга - Имтиаз Али - Любовь вчера и сегодня - Зоя Ахтар - Шанс на удачу - Джайдип Сахни - Рокет Сингх: Продавец года | - Раджкумар Хирани, Видху Винод Чопра, Абхиджит Джоши - Три идиота - Имтиаз Али - Любовь вчера и сегодня - Панкадж Адвани - Как вернуть миллион - Р. Балки - Папочка - Зоя Ахтар - Шанс на удачу |
| Лучший диалог в фильме | Лучший монтаж |
| - Абхиджит Джоши, Раджкумар Хирани - Три идиота - Анураг Кашьяп - Под маской друга - Имтиаз Али - Любовь вчера и сегодня - Джайдип Сахни - Рокет Сингх: Продавец года - Нандита Дас, Shuchi Kothari - Разлука                                       | - Шрикар Прасад - Разлука |
| Лучшая хореография | Лучшая операторскую работу |
| - Боско-Цезарь - "Chor Bazaari" from Любовь вчера и сегодня | - Раджив Рави - Дэв.Д |
| Лучшая работа художника-постановщика | Лучший звук |
| - Helen Jones, Суканта Паниграхи - Дэв.Д | - Манас Чаудхари - Разлука |
| Лучший дизайн костюмов | За влияние в киноиндустрии |
| - Вайшали Менон - Разлука | - Амит Триведи - Дэв.Д |
| Лучшие спецэффекты | Лучшая постановка боевых сцен |
| - Govardhan Vigharan, Винэй Сингх - Негодяи | - Виджаян Мастер - Особо опасен |

### Специальные награды
| Пожизненные достижения          | Пожизненные достижения      |
| ------------------------------- | --------------------------- |
| - Khayyam                       | - Шаши Капур                |
| Лучший режиссёрский дебют       |                             |
| Мужчины                         | Женщины                     |
| - Аян Мукхерджи - Сид, проснись | - Зоя Ахтар - Шанс на удачу |
| Награда имени Р. Д. Бурмана     |                             |
| - Амит Триведи                  |                             |
| Специальная награда             |                             |
| - Нандита Дас – Разлука         |                             |